# Thorpe Malsor
Thorpe Malsor es un pueblo y una parroquia civil del distrito de Kettering, en el condado de Northamptonshire (Inglaterra). Está ubicado a menos de dos kilómetros al oeste de la villa de Kettering, la sede administrativa del distrito.

## Demografía
Según el censo de 2001, Thorpe Malsor tenía 144 habitantes (71 varones y 73 mujeres). 20 (13,89%) de ellos eran menores de 16 años, 92 (63,89%) tenían entre 16 y 74, y 32 (22,22%) eran mayores de 74. La media de edad era de 51,63 años. De los 124 habitantes de 16 o más años, 17 (13,71%) estaban solteros, 70 (56,45%) casados, y 37 (29,84%) divorciados o viudos. 59 habitantes eran económicamente activos, 56 de ellos (94,92%) empleados y otros 3 (5,08%) desempleados. Había 3 hogares sin ocupar, 50 con residentes y 3 eran alojamientos vacacionales o segundas residencias.
| 230                         | 265 | 299 | 297 | 366 | 287 | - | - | 138 | 141 | 175 | 170 | 170 | 142 | - | 112 | 147 |
| (Fuente: Vision of Britain) |     |     |     |     |     |   |   |     |     |     |     |     |     |   |     |     |